# Hội chứng trùng lặp 22q11.2
Hội chứng trùng lặp 22q11.2 là một bệnh di truyền hiếm gây ra bởi một trùng lặp của một đoạn ở cuối nhiễm sắc thể số 22.